# Onthophagus phanaeiformis
Onthophagus phanaeiformis är en skalbaggsart som beskrevs av Antoine Boucomont 1914. Onthophagus phanaeiformis ingår i släktet Onthophagus och familjen bladhorningar. Inga underarter finns listade i Catalogue of Life.